# فاليريا أيوس
فاليريا ماريا أيوس بوسا (من مواليد 20 مارس 1994) عارضة أزياء وحاملة لقب ملكة جمال كولومبيا التي توجت بلقب ملكة جمال الكون في كولومبيا 2021. مثلت كولومبيا في مسابقة ملكة جمال الكون 2021 في إسرائيل حيث احتلت المركز الخامس في التصفيات النهائية. كانت ثالث ملكة جمال كولومبية من أصل أفريقي بعد فانيسا ميندوزا وأندريا توفار.
بصفتها ملكة جمال سابقة تنافست في اثنين من مسابقات ملكات الجمال الدولية الأربعة الكبار حيث تمكنت من الوصول إلى مراكز متقدمة، مثلت أيوس كولومبيا في مسابقة ملكة جمال الأرض 2018 التي أقيمت في مول أوف آسيا أرينا ، باي سيتي ، باساي ، مترو مانيلا ، الفلبين وحصلت على لقب ملكة جمال الأرض - المياه 2018 والتي تعادل بشكل غير رسمي المركز الثاني.
مثلت أيوس بلادها في مسابقة ملكة جمال ملكة جمال الكون 2021 التي أقيمت في 13 ديسمبر 2021 في يونفيرس دوم بالقرب من ميناء إيلات) في إيلات ، وإسرائيل وتم تصنيفها كأفضل 5 متأهلات للتصفيات النهائية جنبًا إلى جنب مع بياتريس جوميز من الفلبين.

## روابط خارجية
- فاليريا أيوس على إنستغرام